# Ugrešskaja
Ugrešskaja (in russo Угрешская?) è una stazione dell'Anello centrale di Mosca. Inaugurata nel settembre 2016, la fermata è situata nel quartiere di Pečatniki, all'incorcio tra la prospettiva Volgogradskij con la terza strada circolare.
La stazione sarebbe inoltre interscambio con la stazione di Volgogradskij Prospekt posta sulla linea 7; tuttavia la distanza tra le due stazioni, di circa 1.5 km, rende l'interscambio impraticabile, specie nei mesi invernali.
Nel 2017, la stazione era frequentata mediamente da 4.000 passeggeri al giorno.